# HD 3346
 HD 3346, Variablen-Bezeichnung V428 Andromedae, ist ein etwa 700 Lichtjahre von der Erde entfernter Riesenstern im Sternbild Andromeda. Er ist mit einer scheinbaren Helligkeit von 5,14 mag mit dem bloßen Auge nur unter optimalen Bedingungen zu sehen.

## Mögliche Begleiter
Anfang der 1980er-Jahre wurde festgestellt, dass die Radialgeschwindigkeit von HD 3346 mit einer Periode von etwa 600 Tagen variiert, was auf die Anwesenheit eines Begleitobjektes zurückgeführt wird. Spekulationen zufolge könnte diese Schwankung von einem Begleiter mit einer Mindestmasse von etwa 60 Jupitermassen und einer großen Halbachse von etwa 2,5 AE verursacht werden.

Daneben wurde 1996 zusätzlich eine Variation der Radialgeschwindigkeit mit einer Periode von wenigen bis wenigen dutzend Tagen festgestellt. Diese wäre mit einem Objekt mit mindestens 10 Jupitermassen und einer großen Halbachse von 0,2 bis 0,4 AE erklärbar. Sie könnte aber auch das Resultat anderer Ursachen sein, etwa von akustischen Pulsationen.

Die Existenz von Begleitern um HD 3346 konnte bisher nicht bestätigt werden.